# Acontia trimaculata
Acontia trimaculata là một loài bướm đêm trong họ Noctuidae.